# قحطی ۱۹۳۲–۳۳ شوروی

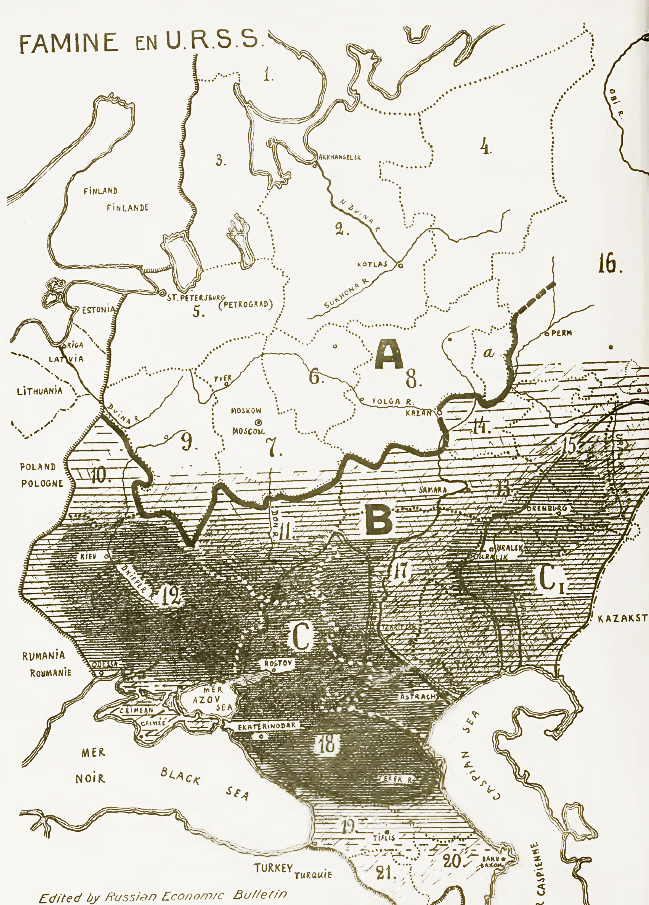
نقشه‌ای مربوط به سال ۱۹۳۳. مناطق پررنگ‌تر تلفات بیشتری متحمل شدند.

قحطی ۱۹۳۲–۳۳ شوروی منجر به مرگ میلیون‌ها نفر در بخش‌های دهقانی اتحاد جماهیر شوروی سوسیالیستی، از جمله اکراین، قفقاز شمالی، منطقه ولگا، قزاقستان، جنوب اورال و غرب سیبری، شد. محاسبه میزان کلی تلفات به دلیل نبود اسناد کافی دشوار است، اما تلفات اکراین ۳٫۳ تا ۳٫۹ میلیون نفر و تلفات قزاقستان ۲ میلیون (۴۲٪ قزاق‌ها) برآورد می‌شود، در حالی که رابرت کانکوئست میزان کشته‌شدگان قزاقستان را ۱ میلیون نفر محاسبه کرده‌است. همچنین در نتیجه این قحطی جمعیت بزرگی از قزاق‌های عشایری به مناطق اطراف مثل چین و مغولستان کوچیدند.